# 2021 en fantasy
| Années de la fantasy : 2018 - 2019 - 2020 - 2021 - 2022 - 2023 - 2024    |
| Décennies de la fantasy : 1990 - 2000 - 2010 - 2020 - 2030 - 2040 - 2050 |

L'année 2021 est marquée, en matière de fantasy, par les événements suivants.

## Naissances et décès

### Décès
- Storm Constantine (* 1956)
- Anne Rice (* 1941)

## Bandes dessinées, dessins animés, mangas
- 9 juin 2021 : publication en version originale en japonais du dernier tome de la série principale de L'Attaque des Titans.
- 13 octobre 2021 : publication de la traduction en français du dernier tome de la série principale de L'Attaque des Titans.